# Асиф Али Зардари
Асиф Али ел Зардари (урд. آصف علی زرداری; Карачи, Пакистан, 26. јул 1955) је председник Пакистана и копредседник Пакистанске народне странке. Он је удовац бивше убијене премијерке Беназир Буто. Председник Пакистана је постао 6. септембра 2008. избором у парламенту Пакистана.